# The Neon Judgement
The Neon Judgement är ett belgiskt new wave-band, bestående av Dirk Da Davo (Dirk Timmermans) och TB Frank (Frank Vloeberghs). Bandet bildades i Leuven 1980 och utgav samma år singeln "Factory Walk".
Tillsammans med band som Front 242, Deutsch-Amerikanische Freundschaft och Nitzer Ebb utgjorde The Neon Judgement på 1980-talet EBM-scenen.

## Diskografi

### Studioalbum
- 1986 - Mafu Cage

1. Awful Day
2. The Man
3. He's Gonna Drop
4. Be Nice To Me
5. Rise (I Hope One Day)
6. 1958
7. Voodoo Nipplefield
8. Dead Friend's Body

Bonusspår på CD-utgåvan
1. Tomorrow In The Papers
2. Antoine
3. TV Treated
4. The Man (Remix)

- 1988 - Horny as Hell

1. Billy Tcherno And Pretty Petrouchka
2. Sultan Of Sex
3. Horny As Hell
4. The Bad Luck
5. Trashy Lady
6. The Sea
7. Hot Sally
8. I Stood In Between
9. STLG
10. Miss Brown

- 1989 - Blood and Thunder

1. Facing Pictures
2. 1313
3. Damned I Love You
4. Games Of Love
5. Don't Wish Me Luck
6. This City
7. Ritual Of Earth
8. Le Suicide Du Beau Serge

Bonusspår på CD-utgåvan
1. Conditioned Reflex
2. No Truth To Tell

### Minialbum/EP
- 1981 - Suffering

1. Factory Walk
2. Sweet Revenge
3. Harem
4. The Machine
5. Army Green (WO III)
6. Schyzophrenic Freddy

- 1982 - Cockeril Sombre

1. Please, Release Me, Let Me Go-Go
2. Too Cold Too Breathe
3. The Fashion Party
4. 1 Jump Ahead

- 1983 - MBIH!

1. I Wish I Could
2. Let's Get Born
3. Tomorrow In The Papers
4. Brain Dance
5. Sister Sue
6. See That!

### Samlingsalbum
- 1984 - The Neon Judgement - '81–'84

1. The Fashion Party
2. Concrete (It Feels So Strong)
3. Too Cold To Breathe
4. One Jump Ahead
5. Nion
6. TV Treated
7. Please, Release Me, Let Me Go-Go
8. I Must Be On My Own
9. Factory Walk
10. Concrete (N.Y., Stoney Wall Doll)

- 1987 - The First Judgements

1. The Fashion Party
2. Concrete (It Feels So Strong)
3. Too Cold To Breathe
4. Nion
5. TV Treated
6. Please, Release Me, Let Me Go-Go
7. I Must Be On My Own
8. Factory Walk
9. Concrete (N.Y., Stoney Wall Doll)
10. I Wish I Could
11. Let's Get Born
12. Tomorrow In The Papers
13. Brain Dance
14. Sister Sue
15. See That!

### Singlar
- 1980 - "Factory Walk"/"Sweet Revenge"
- 1981 - "Concrete"